# 格里戈尔·斯托伊奇科夫
格里戈尔·格奥尔基耶夫·斯托伊奇科夫（羅馬化：Grigor Georgiev Stoichkov，1926年2月2日—2016年7月23日），是保加利亚共产党中央政治局候补委员、交通部部长、建筑部部长、城市规划部部长、保加利亚部长会议副主席（副总理）。

## 荣誉
- 格奥尔基·季米特洛夫勋章
- 社会主义劳动英雄（保加利亞人民共和國，1986年）
- 友谊勋章（捷克斯洛伐克社会主义共和国，1984年5月18日）[3]